# Yuyú Da Silva
Yuyú Da Silva (Río de Janeiro, Brasil; 1932 - Recoleta, Buenos Aires, Argentina; 26 de junio de 2016) fue una cantante, bailarina y vedette brasileña-argentina de gran suceso en la década de 1960 por temas como La mamadera y Mamá yo quiero.

## Carrera
Gracias a su simpatía y sensualidad, Da Silva fue una gran bailarina y una de las exponentes de la música carioca de los años 1960. Llegó joven a Argentina en una gira en 1958 y al año siguiente se radicó definitivamente en ese país.
Con una alegría similar a la que emitía en el escenario la cantante Miriam Makeba, bailaba y cantaba en castellano (con un fuerte acento portugués) temas bajo el sello Odeon Pops de mucho ritmo infaltables en las fiestas de la época como La Mamadera, El Tirabuzón y Mamá Yo Quiero, entre otras Se presentaba acompañada por la Sonora Camagüey.
Sus visitas desde Brasil a los teatros de Buenos Aires en la década de 1960 convocaba multitudes y trabajó hasta hace pocos meses invitada por programas de televisión como en Canal 26 y recitales evocativos de la música carioca.
Ha realizado exitosas giras por toda Sudamérica, Medio Oriente, Alemania y Francia. También integró la orquesta encabezada por Tito Alberti quien había incorporado ritmos caribeños a su repertorio. Otras orquestas también fueron las de Néstor Campos y Dimas Sedicia.
En sus últimos años se dedicó de lleno a realizar obras de beneficencia sin hacer ninguna publicidad. Murió por causas naturales a los 86 años el 26 de junio de 2016.

## Discografía[3]
- La Bossa Nova (10")
- Dansez ... A Rio La Bossa Nova (7", EP)
- A Media Luz (7")
- Yuyu Da Silva (7", EP)
- Ese Beso (7", Sencillo)
- Dansez ... A Rio La Bossa Nova (7", EP)
- Cambiando América (2012)

## Temas interpretados
- La Mamadera
- El Tirabuzón
- Brigitte Bardot
- Cara de Payaso
- Ese Beso
- Tristeza
- Desafinado
- A media luz
- Felicidade
- Voce
- Bahia
- Marna Ines
- Palo bonito
- Manha De Carnaval
- A la luna me voy
- Samba de uma Nota So
- Tu amorcito
- Recuerdo